# Izabela Aragonska, grofica Urgella
Izabela (španjolski: Isabel) (Barcelona, 1376. – 1424.) bila je infanta Aragonije kao kći aragonskog kralja te grofica Urgella.
Rođena u Barceloni, Izabela je bila dijete kralja Petra IV. i njegove četvrte žene, kraljice Sibile. Imala je dva brata, a bila je polusestra Ivana I. Aragonskog. Izabeline su polusestre bile Konstancija, Ivana i Leonora.
Dana 29. lipnja 1407. godine, Izabela se udala za grofa Jakova II. od Urgella. Jakov se pobunio protiv novoga kralja Ferdinanda I.

## Djeca
- Izabela Urgellska – majka portugalske kraljice Izabele
- Filip (Felipe)
- Leonora (Eleonora)
- Ivana (Juana)
- Katarina (Catalina)